# A Very Kacey Christmas
A Very Kacey Christmas è un album in studio natalizio della cantautrice di musica country statunitense Kacey Musgraves, pubblicato nel 2016.
Il disco include otto brani tradizionali natalizi e quattro canzoni originali.

## Tracce
1. Have Yourself a Merry Little Christmas – 3:01
2. Let It Snow (featuring The Quebe Sisters) – 2:23
3. Christmas Don't Be Late – 2:11
4. A Willie Nice Christmas (featuring Willie Nelson & Trigger) – 3:24
5. Feliz Navidad – 3:22
6. Christmas Makes Me Cry – 2:47
7. Present Without a Bow (featuring Leon Bridges) – 3:52
8. Mele Kalikimaka (featuring The Quebe Sisters) – 2:53
9. I Want a Hippopotamus for Christmas – 2:26
10. Rudolph the Red-Nosed Reindeer – 3:26
11. Ribbons and Bows – 3:30
12. What Are You Doing New Year's Eve? – 4:28